# Kevin Hooks
Pour les articles homonymes, voir Hooks.
Kevin Hooks (né le 19 septembre 1958 à Philadelphie, en Pennsylvanie) est un acteur, producteur et réalisateur américain.

## Biographie

### Vie privée
Il est le fils de l'acteur Robert Hooks (né en 1937).

## Filmographie

### Réalisateur

#### Cinéma
- 1991 : Strictly Business (en)
- 1992 : Passager 57 (Passenger 57)
- 1996 : Liens d'acier (Fled)
- 1998 : Black Dog
- 1999 : Lie Detector

#### Télévision
- 1982 : Fame
- 1982 : St. Elsewhere
- 1983 : Hôtel (Hotel)
- 1986 : Teen Father
- 1987 : Vietnam War Story
- 1987 : Class Act: A Teacher's Story
- 1987 : 21 Jump Street
- 1987 : Once a Hero
- 1988 : China Beach
- 1988 : Roots: The Gift
- 1989 : Docteur Doogie (Doogie Howser, M.D.)
- 1990 : Equal Justice
- 1990 : Émeutes en Californie (Heat Wave)
- 1992 : Murder Without Motive: The Edmund Perry Story
- 1993 : Implacable (en)
- 1993 : New York Police Blues (NYPD Blue)
- 1994 : To My Daughter with Love
- 1998 : L'Odyssée du pôle nord (Glory & Honor)
- 1999 : Premiers secours (Rescue 77)
- 1999 : Mutinerie (Mutiny)
- 1999 : The Hoop Life
- 2000 : City of Angels
- 2000 : La Couleur de l'amitié (The Color of Friendship)
- 2000 : Soul Food : Les Liens du sang
- 2001 : Philly
- 2003 : Sounder
- 2003 : Dragnet (L.A. Dragnet)
- 2006 : Prison Break
- 2009 : Monk
- 2009 - 2013 : Bones (4 épisodes)
- 2017 : Genius (épisodes 4 & 5)

### Acteur

#### Cinéma
- 1972 : Sounder : David Lee Morgan
- 1975 : Aaron Loves Angela (en) de Gordon Parks Jr. : Aaron
- 1978 : A Hero Ain't Nothin' But a Sandwich (en) de Ralph Nelson : Tiger
- 1979 : Take Down : Jasper MacGrudder
- 1987 : L'Aventure intérieure (Innerspace) : Duane
- 1991 : Strictly Business (en) : Married Man
- 2001 : L'Amour extra-large (Shallow Hal) : Restaurant Manager

#### Télévision
- 1969 : J.T. : J.T. Gamble
- 1976 : Just an Old Sweet Song : Junior
- 1977 : The Greatest Thing That Almost Happened : Hoover Sissle
- 1979 : Backstairs at the White House : Emmett Rogers Jr.
- 1979 : Mort au combat (Friendly Fire)
- 1979 : Can You Hear the Laughter? The Story of Freddie Prinze : Nat Blake
- 1983 : For Members Only : Eddie Holmes
- 1986 : He's the Mayor : Mayor Carl Burke
- 1998 : L'Odyssée du pôle nord (Glory & Honor) : Sam June

### Producteur

#### Télévision
- 2000 : La Couleur de l'amitié (The Color of Friendship)
- 2001 - 2002: Philly - Saison 1 (Producteur exécutif)
- 2003 : Sounder
- 2003 : Dragnet - Saison 1 épisode : 1, 2, 3, 12 (Producteur exécutif)
- 2006 à 2009: Prison Break (Producteur exécutif)
  - Saison 1 épisode : 14 à 22
  - Saison 2
  - Saison 3
  - Saison 4
- 2007 : Retour à Lincoln Heights (Lincoln Heights) - Saison 1 (Producteur exécutif)
- 2010 : Human Target : La Cible (Human Target) - Saison 1 épisode : 2, 3, 4, 5, 10 (Producteur exécutif)
- 2010 - 2011 : Human Target : La Cible (Human Target) - Saison 1 épisode : 2 à 18 (Producteur exécutif)
- 2012 : Last Resort - Saison 1 épisode : 2 à 6 (Producteur exécutif)
- 2015 : Backstrom - Saison 1 épisode : 5, 8 (Producteur exécutif)